# Observatoire d'Épendes
L'Observatoire astronomique d'Épendes, également connu sous le nom Observatoire Robert A. Naef ou Observatoire Naef, est un observatoire astronomique situé à Épendes, dans le canton de Fribourg, en Suisse, à 680 m d'altitude. Il a pour objectif la popularisation de l'astronomie.
Inauguré le 19 mai 1984, l’Observatoire Naef a été appelé ainsi en mémoire de Robert Adolf Naef (de) (1907–1975). L'Observatoire a fêté ses 20 ans en 2004 et a fêté ses 40 ans en 2024,,.
L'Observatoire d'Épendes est crédité par le Centre des planètes mineures des découvertes de 130 astéroïdes (état au 31 mars 2025) faites entre 2005 et 2013, toutes réalisées par Peter Kocher.

## Description

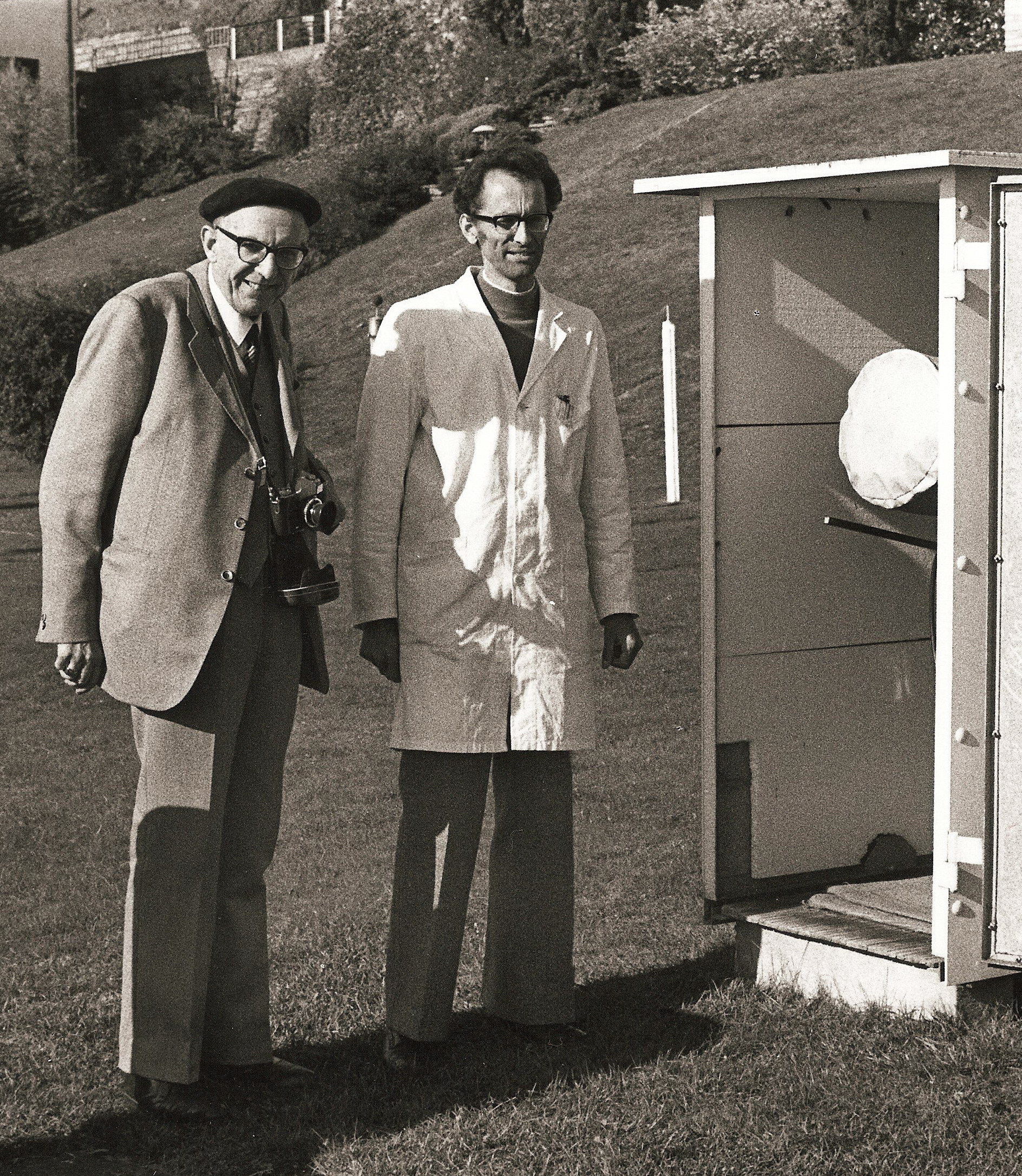
Robert A. Naef et S. Cortesi en 1973, durant un transit de Mercure à Locarno.

La Fondation Robert A. Naef est constituée le 15 avril 1977 à l'initiative de sa veuve Daisy Naef-Ryter. D'après ses statuts, la Fondation a pour but d'honorer la mémoire de Robert Adolf Naef (1907–1975) en installant sa lunette Reinfelder & Hertel dans un observatoire astronomique nouvellement construit dans le canton de Fribourg.
L'Observatoire a également pour but de contribuer activement à l'exposition des jeunes à l'astronomie.
La Fondation a été reconnue d'utilité publique par le Conseil d'État du canton de Fribourg le 16 mai 1978.

## L'Observatoire
L'Observatoire astronomique d'Épendes est situé à quelques kilomètres au sud de la ville de Fribourg en Suisse, à la campagne, à 680 m d'altitude. L'Observatoire appartient à une organisation à but non lucratif, la Fondation Robert A. Naef. L'animation, le fonctionnement et l'entretien quotidien sont assurés par l'Association des Amis de l'Observatoire d'Épendes (AAOE).
Grâce à sa situation idéale au sud de la grande agglomération fribourgeoise et à 22 km au nord de Bulle, l'Observatoire peut assumer sa vocation de diffuser les connaissances astronomiques, notamment auprès des enfants et des adolescents, ainsi que de la population générale. L'Observatoire est ouvert tous les vendredis soir gratuitement au public.
Les écoles peuvent également bénéficier de visites particulières (en français ou en allemand). Pour les passeports-vacances, l'Observatoire est ouvert pendant les vacances scolaires d'été et d'automne du Canton de Fribourg.
Les groupes peuvent réserver l'Observatoire le mercredi ou le samedi soir, sur demande, avec ou sans observations astronomiques.

## Instruments et équipement

### Lunette Reinfelder & Hertel[8]
Héritage de Robert Adolf Naef, la précieuse lunette de l'Observatoire de type Reinfelder & Hertel est un réfracteur de 162,5 mm de diamètre et de 1435 mm de focale, ce qui permet un grossissement de 150 fois.

### Télescope Keller[8]
Inauguré le 21 mai 2004, le télescope Keller renforce l'attractivité de l'Observatoire par des performances hors du commun. C'est un télescope de type Cassegrain, doté d'un miroir de 50 cm de diamètre, pour une focale de 5000 mm. Il est actionné par une monture allemande intégralement pilotée par ordinateur; il offre des images époustouflantes du ciel profond. Un système de guidage NGC Max permet le suivi et la visée automatiques

### Télescope C14[8]
Le télescope Celestron C14 est un télescope de type Cassegrain doté d'un miroir de 14 pouces (356 mm) de diamètre. Sa focale atteint 3910 mm.

### Cœlostat[8]
Le télescope solaire, appelé aussi cœlostat, porte la marque VTT 120. Il a été fabriqué tout spécialement pour les locaux d'Épendes par la firme AOK (Astro Optik Kohler). Il permet l'observation du Soleil pendant la journée, pour observer les taches solaires, les facules, la rotation de l'astre, etc., ainsi que les raies spectrales de Fraunhofer et les protubérances grâce à un filtre Hydrogène-Alpha.

## Particularité
Lors de la validation des découvertes astronomiques de nouveaux astéroïdes faites à l'Observatoire, en l’espèce 133 astéroïdes officialisés entre 2005 et 2013, par Peter Kocher, le Centre des planètes mineures (CPM) attribuait le lieu de découverte à la commune voisine de Marly, car Épendes semblait trop petite et n'apparaissait pas dans l'atlas de l'organisation internationale. Cet état de fait a été corrigé le 24 février 2023 et maintenant l'Observatoire Naef est bien situé à Épendes dans la base de données du CPM.